# Tunde Bamidele
Tunde Bamidele (ur. 13 maja 1953, zm. w maju 2000 w Akure) – nigeryjski piłkarz grający na pozycji obrońcy. W swojej karierze grał w reprezentacji Nigerii.

## Kariera klubowa
W swojej karierze piłkarskiej Bamidele grał w klubie Shooting Stars FC.

## Kariera reprezentacyjna
W reprezentacji Nigerii Bamidele zadebiutował w 1978 roku. W tym samym roku powołano go do kadry na Puchar Narodów Afryki 1978. Wystąpił w nim w jednym meczu, o 3. miejsce z Tunezją (2:0). Z Nigerią zajął 3. miejsce w tym turnieju.
W 1980 roku Bamidele był w kadrze Nigerii na Igrzyska Olimpijskie w Moskwie, a także na Puchar Narodów Afryki 1980. Wystąpił w nim w pięciu meczach: grupowych z Tanzanią (3:1), z Wybrzeżem Kości Słoniowej (0:0) i z Egiptem (1:0), półfinałowym z Marokiem (1:0) i finałowym z Algierią (3:0). Z Nigerią wywalczył mistrzostwo Afryki.
W 1982 roku Bamidele powołano do kadry na Puchar Narodów Afryki 1982. Zagrał w nim w trzech meczach grupowych: z Etiopią (3:0), z Algierią (1:2) i z Zambią (0:3). W kadrze narodowej grał do 1982 roku.